# Enregistrements de Kathleen Ferrier
Au cours de sa vie professionnelle, le contralto anglais Kathleen Ferrier participe à de nombreux enregistrements. À l'été de 1944, Kathleen conclut avec la Columbia un contrat qui va expirer en février 1946. Elle passe ensuite chez Decca et y reste jusqu'à sa mort, en octobre 1953. Outre ses enregistrements en studio, nombre de ses interprétations en direct et de ses récitals radiodiffusés sont enregistrés, parfois à titre privé. Certains de ces enregistrements sortent plus tard sous forme d'enregistrements commerciaux ; d'autres sont détenus par des particuliers ou se trouvent dans les archives de sociétés de radiodiffusion. La liste n'est pas forcément complète.
Nombre d'enregistrements de Kathleen Ferrier sortent d'abord sur disque 78 tours. Ces enregistrements et des enregistrements postérieurs sont publiés ou republiés plus tard sur d'autres supports : disque microsillon, minicassette et disque compact (CD). Les tableaux n'indiquent que la date et le lieu des enregistrements initiaux. De 1992 à 1996, Decca a sorti l'édition Kathleen Ferrier (KFE), série de 10 disques compacts qui comprend la grande majorité des enregistrements en studio et certaines interprétations en direct de la chanteuse.

## Enregistrements en studio (1944–1952)
| Œuvre                                                                       | Compositeur            | Accompagnement | Lieu et date d'enregistrement                     | Disque de la KFE | Notes                                                              | Référence |
| --------------------------------------------------------------------------- | ---------------------- | --- | ------------------------------------------------- | ---------------- | ------------------------------------------------------------------ | --------- |
| What is Life? (J'ai perdu mon Eurydice)                                     | Gluck                  | Gerald Moore (piano) | Londres, Abbey Road, 30 juin 1944                 |                  | Air d'Orpheus and Eurydice (Orphée et Eurydice).                   | [ 1 ]     |
| Liebestreu (Fidélité amoureuse), op. 3 no 1                                 | Brahms                 | Gerald Moore | Londres, Abbey Road (piano), 30 juin 1944         |                  |                                                                    | [ 1 ]     |
| Feinsliebchen                                                               | Brahms                 | Gerald Moore (piano) | Londres, Abbey Road, 30 juin 1944                 |                  | Extrait de 49 Deutsche Volkslieder.                                | [ 1 ]     |
| My Work is Done                                                             | Elgar                  | Gerald Moore (piano) | Londres, Abbey Road, 30 juin 1944                 |                  | Air de l'oratorio The Dream of Gerontius.                          | [ 1 ]     |
| I Will Lay Me Down in Peace                                                 | Greene                 | Gerald Moore (piano) | Londres, Abbey Road, 30 septembre 1944            |                  |                                                                    | [ 2 ]     |
| O Praise the Lord                                                           | Greene                 | Gerald Moore (piano) | Londres, Abbey Road, 30 septembre 1944            |                  |                                                                    | [ 2 ]     |
| Le printemps arrive                                                         | Haendel                | Gerald Moore (piano) | Londres, Abbey Road, 24 avril 1945                |                  | Air d'Ottone, re di Germania.                                      | [ 3 ]     |
| Viens à moi, apaisant sommeil                                               | Haendel                | Gerald Moore (piano) | Londres, Abbey Road, 24 avril 1945                |                  | Air d'Ottone, re di Germania.                                      | [ 3 ]     |
| Sound the Trumpet                                                           | Purcell                | Gerald Moore (piano), Isobel Baillie (soprano)                                                                                           | Londres, Abbey Road, 21 septembre 1945            |                  | Extrait de l'Ode for Queen Mary.                                   | [ 4 ]     |
| Let us Wonder                                                               | Purcell                | Gerald Moore (piano), Isobel Baillie (soprano)                                                                                           | Londres, Abbey Road, 21 septembre 1945            |                  | Air de l'opéra The Indian Queen.                                   | [ 4 ]     |
| Shepherd, Leave Decoying                                                    | Purcell                | Gerald Moore (piano), Isobel Baillie (soprano)                                                                                           | Londres, Abbey Road, 21 septembre 1945            |                  | Air de King Arthur.                                                | [ 4 ]     |
| I Would That My Love, op. 63 no 1                                           | Mendelssohn            | Gerald Moore (piano), Isobel Baillie (soprano)                                                                                           | Londres, Abbey Road, 21 septembre 1945            |                  |                                                                    | [ 4 ]     |
| Greeting, op. 63 no 3                                                       | Mendelssohn            | Gerald Moore (piano), Isobel Baillie (soprano)                                                                                           | Londres, Abbey Road, 21 septembre 1945            |                  |                                                                    | [ 4 ]     |
| Have Mercy, Lord, On Me                                                     | Bach                   | National Symphony Orchestra dir. Malcolm Sargent David McCullum (violon)                                                                 | Londres, Kingsway Hall, 6 février 1946            | 3                | Air de la Passion selon saint Matthieu.                            | [ 5 ]     |
| Art Thou Troubled                                                           | Haendel                | Orchestre symphonique de Londres dir. Malcolm Sargent                                                                                    | Londres, Kingsway Hall, 27 février 1946           | 3                | Air de Rodelinda.                                                  | [ 5 ]     |
| What is Life? (J'ai perdu mon Eurydice)                                     | Gluck                  | Orchestre symphonique de Londres dir. Malcolm Sargent                                                                                    | Londres, Kingsway Hall, 27 février 1946           | 3                |                                                                    | [ 5 ]     |
| Stabat Mater                                                                | Pergolesi              | Joan Taylor (soprano) ; The Boyd Neel Orchestra (en) dir. Roy Henderson ; Nottingham Oriana Choir                                        | Londres, Broadhurst Gardens, 28 mai 1946          | 3                |                                                                    | [ 6 ]     |
| O Rest in the Lord                                                          | Mendelssohn            | The Boyd Neel Orchestra, dir. Boyd Neel                                                                                                  | Londres, Broadhurst Gardens, 2 septembre 1946     | 3                | Air d'Elias.                                                       | [ 7 ]     |
| Woe unto them                                                               | Mendelssohn            | The Boyd Neel Orchestra, dir. Boyd Neel                                                                                                  | Londres, Broadhurst Gardens, 2 septembre 1946     | 3                | Air d'Elias.                                                       | [ 7 ]     |
| Gretchen am Spinnrade, op. 2                                                | Schubert               | Phyllis Spurr (piano) | Londres, Broadhurst Gardens, 14 mars 1947         | 4                |                                                                    | ,         |
| Die junge Nonne, op. 43 no 1                                                | Schubert               | Phyllis Spurr (piano) | Londres, Broadhurst Gardens, 14 mars 1947         | 4                |                                                                    | ,         |
| Orfeo ed Euridice                                                           | Gluck                  | Solistes ; Southern Philharmonic Orchestra, dir. Fritz Stiedry ; Chœur du Festival de Glyndebourne                                       | Londres, Kingsway Hall, 29 juin 1947              | 1                | Version « concise » (mais les principaux airs ne sont pas coupés). | ,         |
| Passion selon saint Matthieu                                                | Bach                   | Solistes ; The Jacques Orchestra, dir. Reginald Jacques ; Chœur Bach de Londres (en)                                                     | Londres, Kingsway Hall, 30 juin et 4 juillet 1947 |                  | Airs de Ferrier extraits d'une version abrégée.                    | [ 12 ]    |
| Quatre chants sérieux (Vier ernste Gesänge), op. 121                        | Brahms                 | Phyllis Spurr (piano) | Londres, Broadhurst Gardens, 7 et 8 octobre 1947  |                  | Non publié.                                                        | ,         |
| Gestillte Sehnsucht, op. 91 no 1                                            | Brahms                 | Phyllis Spurr (piano) ; Max Gilbert (alto)                                                                                               | Londres, Broadhurst Gardens, 9 décembre 1947      |                  | Non publié.                                                        | [ 15 ]    |
| Geistliches Wiegenlied, op. 91 no 2                                         | Brahms                 | Phyllis Spurr (piano) ; Max Gilbert (alto)                                                                                               | Londres, Broadhurst Gardens, 9 décembre 1947      |                  | Non publié.                                                        | [ 15 ]    |
| Rhapsodie pour contralto, chœur d'hommes et orchestre (Rhapsodie pour alto) | Brahms                 | Orchestre philharmonique de Londres, dir. Clemens Krauss ; Chœur philharmonique de Londres (en)                                          | Londres, Kingsway Hall, 19 décembre 1947          | 10               |                                                                    | [ 15 ]    |
| Passion selon saint Matthieu                                                | Bach                   | Solistes ; The Jacques Orchestra, dir. Reginald Jacques ; The Bach Choir                                                                 | Londres, Kingsway Hall, du 3 mai au 11 juin 1948  | 2                | Airs de Ferrier extraits d'une version quasi complète.             | ,         |
| Ombra mai fu                                                                | Haendel                | Orchestre symphonique de Londres, dir. Sir Malcolm Sargent                                                                               | Londres, Kingsway Hall, 14 mai 1948               |                  | Air de Xerxès. Non publié.                                         | [ 17 ]    |
| Gestillte Sehnsucht, op. 91 no 1                                            | Brahms                 | Phyllis Spurr (piano) ; Max Gilbert (alto)                                                                                               | Londres, Broadhurst Gardens, 22 juin 1948         |                  | Repétition de la séance du 9 décembre 1947. Non publié non plus.   | [ 17 ]    |
| Geistliches Wiegenlied, op. 91 no 2                                         | Brahms                 | Phyllis Spurr (piano) ; Max Gilbert (alto)                                                                                               | Londres, Broadhurst Gardens, 22 juin 1948         |                  | Répétition de la séance du 9 décembre 1947. Non publié non plus.   | [ 17 ]    |
| Silent Night (Douce nuit, sainte nuit)                                      | Gruber                 | Boyd Neel String Orchestra, dir. Boyd Neel                                                                                               | Londres, Broadhurst Gardens, 6 août 1948          | 4                |                                                                    | ,         |
| O come all ye Faithful                                                      | Chanson traditionnelle | Boyd Neel String Orchestra, dir. Boyd Neel                                                                                               | Londres, Broadhurst Gardens, 6 août 1948          | 4                |                                                                    | ,         |
| Ombra mai fu                                                                | Haendel                | Orchestre symphonique de Londres, dir. Sir Malcolm Sargent                                                                               | Londres, Kingsway Hall, 7 octobre 1948            | 3                | Reprise de la séance du 14 mai 1948.                               | [ 18 ]    |
| Blow the Wind Southerly                                                     | Chanson traditionnelle | Phyllis Spurr (piano) | Londres, Broadhurst Gardens, 10 février 1949      | 8                |                                                                    | ,         |
| My bonny lad                                                                | Chanson traditionnelle | Phyllis Spurr (piano) | Londres, Broadhurst Gardens, 10 février 1949      | 8                |                                                                    | ,         |
| The keel row                                                                | Chanson traditionnelle | Phyllis Spurr (piano) | Londres, Broadhurst Gardens, 10 février 1949      | 8                |                                                                    | ,         |
| Have you seen but a whyte lillie grow                                       | Chanson traditionnelle | Phyllis Spurr (piano) | Londres, Broadhurst Gardens, 10 février 1949      | 8                |                                                                    | ,         |
| Willow, willow                                                              | Chanson traditionnelle | Phyllis Spurr (piano) | Londres, Broadhurst Gardens, 10 février 1949      |                  |                                                                    | ,         |
| The lover's curse                                                           | Chanson traditionnelle | Phyllis Spurr (piano) | Londres, Broadhurst Gardens, 10 février 1949      | 8                |                                                                    | ,         |
| Down by the salley gardens                                                  | Chanson traditionnelle | Phyllis Spurr (piano) | Londres, Broadhurst Gardens, 10 février 1949      | 8                |                                                                    | ,         |
| Der Musensohn D764, op. 92 no 1                                             | Schubert               | Phyllis Spurr (piano) | Londres, Broadhurst Gardens, 14 février 1949      |                  | Non publié.                                                        | [ 19 ]    |
| An die Musik D 547, op. 88 no 4                                             | Schubert               | Phyllis Spurr (piano) | Londres, Broadhurst Gardens, 14 février 1949      | 4                |                                                                    | ,         |
| Gestillte Sehnsucht, op. 91 no 1                                            | Brahms                 | Phyllis Spurr (piano) ; Max Gilbert (alto)                                                                                               | Londres, Broadhurst Gardens, 15 février 1949      | 10               | Répétition de la séance du 22 juin 1948.                           | [ 17 ]    |
| Geistliches Wiegenlied, op. 91 no 2                                         | Brahms                 | Phyllis Spurr (piano) ; Max Gilbert (alto)                                                                                               | Londres, Broadhurst Gardens, 15 février 1949      | 10               | Répétition de la séance du 22 juin 1948.                           | [ 17 ]    |
| Kindertotenlieder                                                           | Mahler                 | Orchestre philharmonique de Vienne, dir. Bruno Walter                                                                                    | Londres, Kingsway Hall, 4 octobre 1949            |                  |                                                                    | [ 21 ]    |
| Cantate no 11 : Praise our God                                              | Bach                   | Solistes ; The Jacques Orchestra, dir. Reginald Jacques ; The Cantata Singers ; Thornton Lofthouse (clavecin)                            | Londres, Kingsway Hall, 1er novembre 1949         | 3                |                                                                    | [ 22 ]    |
| Cantate no 67 : Hold in affection Jesus Christ                              | Bach                   | Solistes ; The Jacques Orchestra, dir. Reginald Jacques ; The Cantata Singers ; Thornton Lofthouse (clavecin) ; Osborne Peasgood (orgue) | Londres, Kingsway Hall, 3 novembre 1949           |                  |                                                                    | [ 22 ]    |
| Sapphische Ode, op. 94 no 4                                                 | Brahms                 | Phyllis Spurr (piano) | Londres, Broadhurst Gardens, 19 décembre 1949     | 4                |                                                                    | ,         |
| Botschaft, op. 47 no 1                                                      | Brahms                 | Phyllis Spurr (piano) | Londres, Broadhurst Gardens, 19 décembre 1949     | 4                |                                                                    | ,         |
| Der Musensohn, op. 92 no 1                                                  | Schubert               | Phyllis Spurr (piano) | Londres, Broadhurst Gardens, 19 décembre 1949     | 4                |                                                                    | ,         |
| Frauenliebe und Leben, op. 42                                               | Schumann               | John Newmark (piano) | Londres, Broadhurst Gardens, 12 juillet 1950      | 4                |                                                                    | ,         |
| Er der Herrlichste von allen Ich kann's nicht fassen, nicht glauben         | Schumann               | John Newmark (piano) | Londres, Broadhurt Gardens, 12 juillet 1950       | 4                |                                                                    | ,         |
| Du Ring an meinem Finger Helft mir, ihr Schwestern                          | Schumann               | John Newmark (piano) | Londres, Broadhurst Gardens, 12 juillet 1950      | 4                |                                                                    | ,         |
| Sùsser Freund, du blickest An meinem Hertzen, an meiner Brust               | Schumann               | John Newmark (piano) | Londres, Broadhurst Gardens, 14 juillet 1950      | 4                |                                                                    | ,         |
| Nun hast du mir den ersten Schmertz getan                                   | Schumann               | John Newmark (piano) | Londres, Broadhurst Gardens, 14 juillet 1950      | 4                |                                                                    | ,         |
| Widmung, op. 25 no 1                                                        | Schumann               | John Newmark (piano) | Londres, Broadhurst Gardens, 14 juillet 1950      | 4                |                                                                    | ,         |
| Volksliedchen, op. 51 no 2                                                  | Schumann               | John Newmark (piano) | Londres, Broadhurst Gardens, 14 juillet 1950      | 4                |                                                                    | ,         |
| Quatre chants sérieux (Vier ernste Gesänge), op. 121                        | Brahms                 | John Newmark (piano) | Londres, Broadhurst Gardens, 17 juillet 1950      | 10               |                                                                    | ,         |
| The fidgety bairn                                                           | Chanson traditionnelle | John Newmark (piano) | Londres, Broadhurst Gardens, 17 juillet 1950      | 8                |                                                                    | ,         |
| Ca' the yowes                                                               | Chanson traditionnelle | John Newmark (piano) | Londres, Broadhurst Gardens, 14 juillet 1950      | 8                |                                                                    | ,         |
| O waly, waly                                                                | Chanson traditionnelle | Phyllis Spurr (piano) | Londres, Broadhurst Gardens, 10 décembre 1951     |                  |                                                                    | [ 25 ]    |
| I have a bonnet trimmed with blue                                           | Chanson traditionnelle | Phyllis Spurr (piano) | Londres, Broadhurst Gardens, 10 décembre 1951     | 8                |                                                                    | ,         |
| My Boy Willie                                                               | Chanson traditionnelle | Phyllis Spurr (piano) | Londres, Broadhurst Gardens, 10 décembre 1951     | 8                |                                                                    | ,         |
| I will walk with my love                                                    | Chanson traditionnelle | Phyllis Spurr (piano) | Londres, Broadhurst Gardens, 10 décembre 1951     | 8                |                                                                    | [ 25 ]    |
| The stuttering lovers                                                       | Chanson traditionnelle | Phyllis Spurr (piano) | Londres, Broadhurst Gardens, 10 décembre 1951     | 8                |                                                                    | ,         |
| Now sleeps the crimson petal                                                | Quilter                | Phyllis Spurr (piano) | Londres, Broadhurst Gardens, 10 décembre 1951     | 8                |                                                                    | ,         |
| I know where I'm going                                                      | Chanson traditionnelle | Phyllis Spurr (piano) | Londres, Broadhurst Gardens, 11 décembre 1951     | 8                |                                                                    | ,         |
| The fair house of joy                                                       | Quilter                | Phyllis Spurr (piano) | Londres, Broadhurst Gardens, 11 décembre 1951     | 8                |                                                                    | ,         |
| To daisies                                                                  | Quilter                | Phyllis Spurr (piano) | Londres, Broadhurst Gardens, 11 décembre 1951     | 8                |                                                                    | ,         |
| Over the mountains                                                          | Chanson traditionnelle | Phyllis Spurr (piano) | Londres, Broadhurst Gardens, 12 décembre 1951     | 8                |                                                                    | ,         |
| Ye banks and ye braes                                                       | Chanson traditionnelle | Phyllis Spurr (piano) | Londres, Broadhurst Gardens, 12 décembre 1951     | 8                |                                                                    | ,         |
| Drink to me only with mine eyes                                             | Chanson traditionnelle | Phyllis Spurr (piano) | Londres, Broadhurst Gardens, 12 décembre 1951     | 8                |                                                                    | ,         |
| Das Lied von der Erde                                                       | Mahler                 | Soliste ; Orchestre philharmonique de Vienne, dir. Bruno Walter                                                                          | Vienne, Salle dorée du Musikverein, 16 mai 1952   |                  |                                                                    | [ 26 ]    |
| Trois des Rückert-Lieder                                                    | Mahler                 | Solist ; Orchestre philharmonique de Vienne, dir. Bruno Walter                                                                           | Vienne Salle dorée du Musikverein, 16 mai 1952    | 10               |                                                                    | [ 26 ]    |
| « Grief for sin », extrait de la Passion selon saint Matthieu               | Bach                   | Orchestre symphonique de Londres, dir. Sir Adrian Boult ; Basil Lam (clavecin)                                                           | Londres, Kingsway Hall, 7 octobre 1952            | 7                |                                                                    | ,         |
| « All is fulfilled », extrait de la Passion selon saint Jean                | Bach                   | Orchestre symphonique de Londres, dir. Sir Adrian Boult ; Basil Lam (clavecin) ; Ambrose Gauntlet (viole de gambe)                       | Londres, Kingsway Hall, 7 novembre 1952           | 7                |                                                                    | ,         |
| « Qui sedes », extrait de la Messe en si mineur                             | Bach                   | Orchestre symphonique de Londres, dir. Sir Adrian Boult ; Basil Lam (clavecin) ; Michael Dobson (hautbois d'amour)                       | Londres, Kingsway Hall, 7 octobre 1952            | 7                |                                                                    | ,         |
| « Agnus Dei », extrait de la Messe en si mineur                             | Bach                   | Orchestre symphonique de Londres, dir. Sir Adrian Boult ; Basil Lam (clavecin)                                                           | Londres, Kingsway Hall, 7 octobre 1952            | 7                |                                                                    | ,         |
| « O thou that tellest », extrait du Messie                                  | Haendel                | Orchestre symphonique de Londres, dir. Sir Adrian Boult ; Basil Lam (clavecin)                                                           | Londres, Kingsway Hall, 8 octobre 1952            | 7                |                                                                    | ,         |
| « Father of Heaven », extrait de Judas Maccabaeus                           | Haendel                | Orchestre symphonique de Londres, dir. Sir Adrian Boult; Basil Lam (clavecin)                                                            | Londres, Kingsway Hall, 8 octobre 1952            | 7                |                                                                    | ,         |
| « He was despised », extrait du Messie                                      | Haendel                | Orchestre symphonique de Londres, dir. Sir Adrian Boult ; Basil Lam (clavecin)                                                           | Londres, Kingsway Hall, 8 octobre 1952            | 7                |                                                                    | ,         |
| « Return O God of Hosts », extrait de Samson                                | Haendel                | Orchestre symphonique de Londres, dir. Sir Adrian Boult ; Basil Lam (clavecin)                                                           | Londres, Kingsway Hall, 8 octobre 1952            |                  |                                                                    | [ 27 ]    |

## Enregistrements d'émissions et d'interprétations en direct (1945–1953)
| Œuvre                                                                          | Compositeur            | Accompagnement | Lieu et date d'enregistrement                                    | Volume de la KFE | Notes | Références |
| ------------------------------------------------------------------------------ | ---------------------- | --- | ---------------------------------------------------------------- | ---------------- | --- | ---------- |
| On the Field of Kulikova                                                       | Chaporine              | Solistes, Orchestre symphonique de la BBC, Société chorale de la BBC, dir. Albert Coates                                                              | Londres, Maida Vale, 7 novembre 1945                             |                  | Enregistrement de l'émission par la BBC. Non offert dans le commerce.                                                  | [ 29 ]     |
| The Rape of Lucretia                                                           | Britten                | Solistes ; Orchestre du Festival de Glyndebourne, dir. incertaine                                                                                     | Amsterdam, 4 et 5 octobre 1946                                   |                  | Enregistrement radio néerlandais d'interprétations en direct.                                                          | [ 30 ]     |
| The Rape of Lucretia                                                           | Britten                | Solistes ; Orchestre du Festival de Glyndebourne, dir. Reginald Goodall                                                                               | Londres, Hippodrome de Camden, 11 octobre 1946                   |                  | Enregistrement privé d'une interprétation en direct ; seuls des extraits subsistent.                                   | [ 30 ]     |
| Song of songs                                                                  | Maurice Jacobson       | Frederick Stone (piano) | Londres, Maida Vale, 3 novembre 1947                             |                  | Enregistrement d'une émission en direct de la BBC, non publié.                                                         | [ 13 ]     |
| Three Psalms: 6, 23 and 150                                                    | Rubbra                 | Frederick Stone (piano) | Londres, Maida Vale, 3 novembre 1947                             |                  | Enregistrement d'une émission en direct de la BBC, non publié.                                                         | [ 13 ]     |
| Symphonie no 9 en ré mineur, op. 125                                           | Beethoven              | Solistes ; Orchestre philharmonique de Londres, dir. Bruno Walter ; Chœur philharmonique de Londres (en)                                              | Londres, Royal Albert Hall, 13 novembre 1947                     |                  | Enregistrement d'une émission en direct de la BBC, dans les archives de la radio nationale de Suède.                   | [ 31 ]     |
| Symphonie no 3 en ré mineur                                                    | Mahler                 | Orchestre symphonique de la BBC, dir. Sir Adrian Boult; chœurs mixtes                                                                                 | Londres, Maida Vale, 29 novembre 1947                            |                  | Enregistrement privé d'une émission de la BBC.                                                                         | [ 15 ]     |
| Das Lied von der Erde                                                          | Mahler                 | Solistes ; Orchestre philharmonique de New York, dir. Bruno Walter                                                                                    | New York, Carnegie Hall, 18 janvier 1948                         |                  | Enregistrement d'une émission en direct de WCBS ; seuls des extraits sont sortis dans le commerce.                     | [ 32 ]     |
| Quatre poèmes de sainte Thérèse d'Avila                                        | Berkeley               | Orchestre à cordes, dir. Arnold Goldsborough | Londres, 4 avril 1948 (lieu incertain, peut-être l'Aeolian Hall) |                  | Enregistrement d'une émission en direct de la BBC.                                                                     | [ 17 ]     |
| Love is a bable                                                                | Parry                  | Gerald Moore (piano) | Édimbourg, Freemasons' Hall, 26 août 1948                        |                  | Enregistrement d'une émission de la BBC en direct du Festival d'Édimbourg.                                             | [ 18 ]     |
| Quatre chants sérieux (Vier ernste Gesänge), op. 121                           | Brahms                 | Orchestre symphonique de la BBC, dir. Sir Malcolm Sargent                                                                                             | Londres, Royal Albert Hall, 12 janvier 1949                      | 5                | Enregistrement d'une émission en direct de la BBC.                                                                     | ,          |
| Spring Symphony                                                                | Britten                | Solistes ; Orchestre royal du Concertgebouw, dir. Eduard van Beinum                                                                                   | Amsterdam Concertgebouw, 17 juillet 1949                         |                  | Enregistrement privé que Lord Harewood a donné aux Archives sonores nationales.                                        | [ 35 ]     |
| Die junge Nonne                                                                | Schubert               | Bruno Walter (piano) | Édimbourg, Usher Hall, 7 septembre 1949                          | 9                | Enregistrement d'une émission de la BBC en direct du Festival d'Édimbourg.                                             | ,          |
| Der Vollmund strahlt                                                           | Schubert               | Bruno Walter (piano) | Édimbourg, Usher Hall, 7 septembre 1949                          | 9                | Enregistrement d'une émission de la BBC en direct du Festival d'Édimbourg.                                             | ,          |
| Du liebst mich nicht                                                           | Schubert               | Bruno Walter (piano) | Édimbourg, Usher Hall, 7 septembre 1949                          | 9                | Enregistrement d'une émission de la BBC en direct du Festival d'Édimbourg.                                             | ,          |
| Der Tod und das Mädchen                                                        | Schubert               | Bruno Walter (piano) | Édimbourg, Usher Hall, 7 septembre 1949                          | 9                | Enregistrement d'une émission de la BBC en direct du Festival d'Édimbourg.                                             | ,          |
| Der Suleika I                                                                  | Schubert               | Bruno Walter (piano) | Édimbourg, Usher Hall, 7 septembre 1949                          | 9                | Enregistrement d'une émission de la BBC en direct du Festival d'Édimbourg.                                             | ,          |
| Du bist die Ruh                                                                | Schubert               | Bruno Walter (piano) | Édimbourg, Usher Hall, 7 septembre 1949                          | 9                | Enregistrement d'une émission de la BBC en direct du Festival d'Édimbourg.                                             | ,          |
| Frauenliebe und Leben (L'Amour et la vie d'une femme)                          | Schumann               | Bruno Walter (piano) | Édimbourg, Usher Hall, 7 septembre 1949                          | 9                | Enregistrement d'une émission de la BBC en direct du Festival d'Édimbourg.                                             | ,          |
| Immer leiser wird mein Schlummer                                               | Brahms                 | Bruno Walter (piano) | Édimbourg, Usher Hall, 7 septembre 1949                          | 9                | Enregistrement d'une émission de la BBC en direct du Festival d'Édimbourg.                                             | ,          |
| Der Tod, das ist die kühle Nacht                                               | Brahms                 | Bruno Walter (piano) | Édimbourg, Usher Hall, 7 septembre 1949                          | 9                | Enregistrement d'une émission de la BBC en direct du Festival d'Édimbourg.                                             | ,          |
| Botschaft                                                                      | Brahms                 | Bruno Walter (piano) | Édimbourg, Usher Hall, 7 septembre 1949                          | 9                | Enregistrement d'une émission de la BBC en direct du Festival d'Édimbourg.                                             | ,          |
| Von ewiger Liebe                                                               | Brahms                 | Bruno Walter (piano) | Édimbourg, Usher Hall, 7 septembre 1949                          | 9                | Enregistrement d'une émission de la BBC en direct du Festival d'Édimbourg.                                             | ,          |
| Rhapsodie pour alto, chœur d’hommes et orchestre, op. 53                       | Brahms                 | Orchestre symphonique national du Danemark, dir. Fritz Busch ; chœur d'hommes                                                                         | Copenhague, Studio de radio 1 du Danemark, 6 octobre 1949        |                  | Enregistrement incomplet d'une émission radio.                                                                         | [ 38 ]     |
| Von ewiger Liebe, op. 43 no 1                                                  | Brahms                 | Phyllis Spurr (piano) | Copenhague, Studio de radio 1 du Danemark, 6 octobre 1949        |                  | Enregistrement incomplet d'une émission radio.                                                                         | [ 38 ]     |
| Wir wandelten, op. 96 no 2                                                     | Brahms                 | Phyllis Spurr (piano) | Copenhague, Studio de radio 1 du Danemark, 6 octobre 1949        |                  | Enregistrement incomplet d'une émission radio.                                                                         | [ 38 ]     |
| Rhapsodie pour alto, chœur d’hommes et orchestre, op. 53                       | Brahms                 | Orchestre philharmonique d'Oslo, dir. Erik Tuxen ; chœur d'hommes                                                                                     | Oslo, studio de la Norsk Rikskringkasting, 14 octobre 1949       |                  | Non publié. | [ 38 ]     |
| Hark! The echoing air                                                          | Purcell                | Phyllis Spurr (piano) | Oslo, studio de la Norsk Rikskringkasting, 16 octobre 1949       | 6                | Air du semi-opéra The Fairy Queen, enregistrement d'une émission radio.                                                | ,          |
| Like as the love-lorn turtle                                                   | Haendel                | Phyllis Spurr (piano) | Oslo, studio de la Norsk Rikskringkasting, 16 octobre 1949       | 6                | Extrait d'Atalanta, enregistrement d'émission radio.                                                                   | ,          |
| How changed the vision                                                         | Haendel                | Phyllis Spurr (piano) | Oslo, studio de la Norsk Rikskringkasting, 16 octobre 1949       | 6                | Extrait d'Admeto, enregistrement d'émission radio.                                                                     | ,          |
| Mad Bess of Bedlam                                                             | Purcell                | Phyllis Spurr (piano) | Oslo, studio de la Norsk Rikskringkasting, 16 octobre 1949       | 6                | Extrait de Choice Ayres and Songs, enregistrement d'émission radio.                                                    | ,          |
| Verborgenheit: Mòrike-Lieder No. 12                                            | Wolf                   | Phyllis Spurr (piano) | Oslo, studio de la Norsk Rikskringkasting, 16 octobre 1949       | 6                | Enregistrement d'émission radio.                                                                                       | ,          |
| Der Gärtner: Mòrike-Lieder No. 17                                              | Wolf                   | Phyllis Spurr (piano) | Oslo, studio de la Norsk Rikskringkasting, 16 octobre 1949       | 6                | Enregistrement d'émission radio.                                                                                       | ,          |
| Auf ein altes Bild: Mòrike-Lieder No. 23                                       | Wolf                   | Phyllis Spurr (piano) | Oslo, studio de la Norsk Rikskringkasting, 16 octobre 1949       | 6                | Enregistrement d'émission radio.                                                                                       | ,          |
| Auf einer Wanderung: Mòrike-Lieder No. 15                                      | Wolf                   | Phyllis Spurr (piano) | Oslo, studio de la Norsk Rikskringkasting, 16 octobre 1949       | 6                | Enregistrement d'émission radio.                                                                                       | ,          |
| Altar                                                                          | Adolf Jensen           | Phyllis Spurr (piano) | Oslo, studio de la Norsk Rikskringkasting, 16 octobre 1949       | 6                | Enregistrement d'émission radio.                                                                                       | ,          |
| Vergiss mein nicht                                                             | Bach                   | Milicent Silver (clavecin) | Londres, Maida Vale, 12 décembre 1949                            | 6                | Enregistrement d'une émission de la BBC.                                                                               | ,          |
| Ach dass nicht die letzte Stunde                                               | Bach                   | Milicent Silver (clavecin) | Londres, Maida Vale, 12 décembre 1949                            | 6                | Enregistrement d'une émission de la BBC.                                                                               | ,          |
| Kleine Kantate von Wald und Au                                                 | Telemann               | Milicent Silver (clavecin), John Francis (flûte), George Roth (violoncelle)                                                                           | Londres, Maida Vale, 12 décembre 1949                            |                  | Enregistrement d'une émission de la BBC.                                                                               | [ 23 ]     |
| Quatre chants sérieux (Vier ernste Gesänge), op. 121                           | Brahms                 | John Newmark (piano) | New York Hôtel de ville, 8 janvier 1950                          |                  | Enregistrement privé, non offert dans le commerce.                                                                     | ,          |
| Orfeo ed Euridice                                                              | Gluck                  | Solistes ; The Little Orchestra Society (en), dir. Thomas Scherman                                                                                    | New York, Hôtel de ville, 17 mars 1950                           |                  | Enregistrement privé, non offert dans le commerce.                                                                     | [ 40 ]     |
| Bist du bei mir, The Anna Magdalena Song Book                                  | Bach                   | John Newmark (piano) | Date et lieu incertains                                          | 6                | Enregistré pendant la troisième tournée américaine. Peut-être une émission de Voice of America.                        | ,          |
| Passion selon saint Matthieu                                                   | Bach                   | Solistes ; Orchestre symphonique de Vienne, dir. Herbert von Karajan ; Wiener Singverein ; Alois Forer et Anton Heiler (orgue)                        | Vienne Musikvereinssaal, 9 juin 1950                             |                  | Enregistrement d'une émission radio autrichienne.                                                                      | [ 42 ]     |
| Messe en si mineur (extraits)                                                  | Bach                   | Orchestre symphonique de Vienne, dir. Herbert von Karajan                                                                                             | Vienne, Musikvereinssaal, 13 ou 14 juin 1950                     |                  | Enregistrement pendant les répétitions en vue d'une interprétation radiodiffusée le 15 juin 1950.                      | [ 42 ]     |
| Messe en si mineur                                                             | Bach                   | Solistes ; Orchestre symphonique de Vienne, dir. Herbert von Karajan; Wiener Singverein ; Alois Forer et Anton Heiler (orgue) ; Karl Pilss (clavecin) | Vienne Musikvereinssaal, 15 juin 1950                            |                  | Enregistrement d'une interprétation radiodiffusée.                                                                     | [ 42 ]     |
| Where'er you walk (air de l'opéra Semele)                                      | Haendel                | Giorgio Favaretto (piano) | Milan, probablement aux studios de la RAI, 6 février 1951        |                  | Enregistrement d'un récital radiodiffusé.                                                                              | [ 43 ]     |
| Like as the love-lorn turtle (air d'Atalanta)                                  | Haendel                | Giorgio Favaretto (piano) | Milan, probablement aux studios de la RAI, 6 février 1951        |                  | Enregistrement d'un récital radiodiffusé.                                                                              | [ 43 ]     |
| Hark! The echoing air                                                          | Purcell                | Giorgio Favaretto (piano) | Milan, peut-être aux studios de la RAI, 6 février 1951           |                  | Air du semi-opéra The Fairy Queen. Enregistrement d'un récital radiodiffusé.                                           | [ 43 ]     |
| « Lasciatemi morire! », air de L'Arianna                                       | Monteverdi             | Giorgio Favaretto (piano) | Milan, peut-être aux studios de la RAI, 6 février 1951           |                  | Enregistrement d'un récital radiodiffusé.                                                                              | [ 43 ]     |
| Pur dicesti                                                                    | Lotti                  | Giorgio Favaretto (piano) | Milan, peut-être aux studios de la RAI, 6 février 1951           |                  | Enregistrement d'un récital radiodiffusé.                                                                              | [ 43 ]     |
| « Che farò », air d'Orfeo ed Euridice                                          | Gluck                  | Giorgio Favaretto (piano) | Milan, peut-être aux studios de la RAI, 6 février 1951           |                  | Enregistrement d'un récital radiodiffusé.                                                                              | [ 43 ]     |
| Lachen und Weinen, op. 59 no 4                                                 | Schubert               | Giorgio Favaretto (piano) | Milan, peut-être aux studios de la RAI, 6 février 1951           |                  | Enregistrement d'un récital radiodiffusé.                                                                              | [ 43 ]     |
| Sonntag, op. 47 no 3                                                           | Brahms                 | Giorgio Favaretto (piano) | Milan, peut-être aux studios de la RAI, 6 février 1951           |                  | Enregistrement d'un récital radiodiffusé.                                                                              | [ 43 ]     |
| Love is a bable, op. 152 no 3                                                  | Parry                  | Giorgio Favaretto (piano) | Milan, peut-être aux studios de la RAI, 6 février 1951           |                  | Enregistrement d'un récital radiodiffusé.                                                                              | [ 43 ]     |
| The fairy lough, op. 77 no 2                                                   | Stanford               | Giorgio Favaretto (piano) | Milan, peut-être aux studios de la RAI, 6 février 1951           |                  | Enregistrement d'un récital radiodiffusé.                                                                              | [ 43 ]     |
| Ca the yowes                                                                   | Chanson traditionnelle | Giorgio Favaretto (piano) | Milan, peut-être aux studios de la RAI, 6 février 1951           |                  | Enregistrement d'un récital radiodiffusé.                                                                              | [ 43 ]     |
| The Spanish Lady                                                               | Chanson traditionnelle | Giorgio Favaretto (piano) | Milan, peut-être aux studios de la RAI 6 février 1951            |                  | Enregistrement d'un récital radiodiffusé.                                                                              | [ 43 ]     |
| Poème de l'amour et de la mer, op. 19                                          | Chausson               | Hallé Orchestra, dir. Sir John Barbirolli | Manchester, Milton Hall, 9 mars 1951                             | 5                | Enregistrement d'un récital radiodiffusé.                                                                              | ,          |
| Orfeo ed Euridice                                                              | Gluck                  | Solistes ; Orchestre et chœur de l'Opéra néerlandais, dir. Charles Bruck                                                                              | Amsterdam, Stadsschouwburg, 10 juillet 1951                      |                  | Enregistrement d'une émission radio hollandaise.                                                                       | [ 44 ]     |
| Kindertotenlieder                                                              | Mahler                 | Orchestre royal du Concertgebouw, dir. Otto Klemperer                                                                                                 | Amsterdam Concertgebouw, 12 juillet 1951                         |                  | Enregistrement d'un concert radiodiffusé.                                                                              | [ 45 ]     |
| Symphonie no 2 en ut mineur « Résurrection »                                   | Mahler                 | Soliste ; Orchestre royal du Concertgebouw, dir. Otto Klemperer; Amsterdam Koonkunstkoor                                                              | Amsterdam Concertgebouw, 12 juillet 1951                         |                  | Enregistrement d'un concert radiodiffusé.                                                                              | [ 45 ]     |
| Messe en si mineur                                                             | Bach                   | Solistes ; Boyd Neel Orchestra, dir. Georges Enesco; Chœur de la BBC ; George Malcolm (clavecin)                                                      | Londres, Broadcasting House, 17 juillet 1951                     |                  | Enregistrement d'une émission radio de la BBC. Non offert dans le commerce.                                            | [ 46 ]     |
| Land of Hope and Glory                                                         | Elgar                  | Hallé Orchestra, dir. Sir John Barbirolli | Manchester Free Trade Hall, 16 novembre 1951                     |                  | Enregistrement d'une émission radio de la BBC.                                                                         |            |
| Ganymed, op. 19 no 3                                                           | Schubert               | Benjamin Britten (piano) | Londres, Maida Vale, 4 février 1952                              | 4                | Partie d'un récital diffusé le 13 mai 1952.                                                                            | ,          |
| Du liebst mich nich, op. 59 no 1                                               | Schubert               | Benjamin Britten (piano) | Londres, Maida Vale, 4 février 1952                              | 4                | Partie d'un récital diffusé le 13 mai 1952.                                                                            | ,          |
| Lachen und Weinen, op. 59 no 4                                                 | Schubert               | Benjamin Britten (piano) | Londres, Maida Vale, 4 février 1952                              | 4                | Partie d'un récital diffusé le 13 mai 1952.                                                                            | ,          |
| « Ruhe Süssliebchen in Schatten », extrait de Die schöne Magelone, op. 33 no 9 | Brahms                 | Frederick Stone (piano) | Londres, Broadcasting House, 2 avril 1952                        |                  | Enregistrement d'un récital radiodiffusé.                                                                              | [ 47 ]     |
| Auf dem See, op. 59 no 2                                                       | Brahms                 | Frederick Stone (piano) | Londres, Broadcasting House, 2 avril 1952                        |                  | Enregistrement d'un récital radiodiffusé.                                                                              | [ 47 ]     |
| Wir wandelten, op. 96 no 2                                                     | Brahms                 | Frederick Stone (piano) | Londres, Broadcasting House, 2 avril 1952                        |                  | Enregistrement d'un récital radiodiffusé. Non offert dans le commerce.                                                 | [ 47 ]     |
| Es Schauen die Blumen, op. 96 no 3                                             | Brahms                 | Frederick Stone (piano) | Londres, Broadcasting House, 2 avril 1952                        |                  | Enregistrement d'un récital radiodiffusé.                                                                              | [ 47 ]     |
| Der Jäger, op. 95 no 4                                                         | Brahms                 | Frederick Stone (piano) | Londres, Broadcasting House, 2 avril 1952                        |                  | Enregistrement d'un récital radiodiffusé.                                                                              | [ 47 ]     |
| Das Lied von der Erde                                                          | Mahler                 | Soliste ; Hallé Orchestra, dir. Sir John Barbirolli                                                                                                   | Manchester Milton Hall, 22 avril 1952                            |                  | Enregistrement privé d'un concert radiodiffusé. Non offert dans le commerce.                                           | [ 48 ]     |
| The fairy lough, op. 77 no 2                                                   | Stanford               | Frederick Stone (piano) | Londres, Broadcasting House, 5 juin 1952                         | 6                | Enregistrement publié en juin 1954 ; droits d'auteur versés au Fonds Kathleen Ferrier pour la recherche sur le cancer. | ,          |
| A soft day, op. 140 no 3                                                       | Stanford               | Frederick Stone (piano) | Londres, Broadcasting House, 5 juin 1952                         | 6                | Enregistrement publié en juin 1954 ; droits d'auteur versés au Fonds Kathleen Ferrier pour la recherche sur le cancer. | ,          |
| Love is a bable                                                                | Parry                  | Frederick Stone (piano) | Londres, Broadcasting House, 5 juin 1952                         | 6                | Enregistrement publié en juin 1954 ; droits d'auteur versés au Fonds Kathleen Ferrier pour la recherche sur le cancer. | ,          |
| Silent noon                                                                    | Vaughan Williams       | Frederick Stone (piano) | Londres, Broadcasting House, 5 juin 1952                         |                  | Enregistrement publié en juin 1954 ; droits d'auteur versés au Fonds Kathleen Ferrier pour la recherche sur le cancer. | [ 49 ]     |
| Go not, happy day                                                              | Bridge                 | Frederick Stone (piano) | Londres, Broadcasting House, 5 juin 1952                         | 6                | Enregistrement publié en juin 1954 ; droits d'auteur versés au Fonds Kathleen Ferrier pour la recherche sur le cancer. | ,          |
| Sleep                                                                          | Warlock                | Frederick Stone (piano) | Londres, Broadcasting House, 5 juin 1952                         | 6                | Enregistrement publié en juin 1954 ; droits d'auteur versés au Fonds Kathleen Ferrier pour la recherche sur le cancer. | ,          |
| Pretty ring time                                                               | Warlock                | Frederick Stone (piano) | Londres, Broadcasting House, 5 juin 1952                         | 6                | Enregistrement publié en juin 1954 ; droits d'auteur versés au Fonds Kathleen Ferrier pour la recherche sur le cancer. | ,          |
| O waly, waly                                                                   | Chanson traditionnelle | Frederick Stone (piano) | Londres, Broadcasting House, 5 juin 1952                         | 6                | Enregistrement publié en juin 1954 ; droits d'auteur versés au Fonds Kathleen Ferrier pour la recherche sur le cancer. | ,          |
| Come you not from Newcastle                                                    | Chanson traditionnelle | Frederick Stone (piano) | Londres, Broadcasting House, 5 juin 1952                         | 6                | Enregistrement publié en juin 1954 ; droits d'auteur versés au Fonds Kathleen Ferrier pour la recherche sur le cancer. | [ 49 ]     |
| Kitty my love                                                                  | Chanson traditionnelle | Frederick Stone (piano) | Londres, Broadcasting House, 5 juin 1952                         | 6                | Enregistrement publié en juin 1954 ; droits d'auteur versés au Fonds Kathleen Ferrier pour la recherche sur le cancer. | ,          |
| Trois quatuors vocaux                                                          | Brahms                 | Solistes ; Hans Gál (piano) | Édimbourg, Usher Hall, 2 septembre 1952                          |                  | Enregistrement privé non offert dans le commerce.                                                                      | [ 50 ]     |
| Liebslieder Waltzer, op. 52                                                    | Brahms                 | Solistes ; Hans Gál et Clifford Curzon (piano) | Édimbourg, Usher Hall, 2 septembre 1952                          |                  | Enregistré au récital donné au Festival d'Édimbourg de 1952.                                                           | [ 50 ]     |
| « Zum Schluss », extrait de Neue Liebeslieder, op. 65                          | Brahms                 | Solistes ; Hans Gál et Clifford Curzon (piano) | Édinbourg, Usher Hall, 2 septembre 1952                          |                  | Enregistré au récital donné au Festival d'Édimbourg de 1952.                                                           | [ 50 ]     |
| Suleika I, op. 14 no 1                                                         | Schubert               | Frederick Stone (piano) | Londres, Maida Vale, 29 septembre 1952                           |                  | Extrait d'un récital radiodiffusé, partagé avec Myra Hess.                                                             | [ 51 ]     |
| « Der Vollmond strahlt », extrait de Rosamunde, op. 26                         | Schubert               | Frederick Stone (piano) | Londres, Maida Vale, 29 septembre 1952                           |                  | Extrait d'un récital radiodiffusé, partagé avec Myra Hess.                                                             | [ 51 ]     |
| Rastlose Liebe, op. 5 no 1                                                     | Schubert               | Frederick Stone (piano) | Londres, Maida Vale, 29 septembre 1952                           |                  | Extrait d'un récital radiodiffusé, partagé avec Myra Hess.                                                             | [ 51 ]     |
| « Wasserfluth », extrait de Winterreise, op. 89 no 6                           | Schubert               | Frederick Stone (piano) | Londres, Maida Vale, 29 septembre 1952                           |                  | Extrait d'un récital radiodiffusé, partagé avec Myra Hess.                                                             | [ 51 ]     |
| Die junge Nonne, op. 43 no 1                                                   | Schubert               | Frederick Stone (piano) | Londres, Maida Vale, 29 septembre 1952                           |                  | Extrait d'un récital radiodiffusé, partagé avec Myra Hess.                                                             | [ 51 ]     |
| Discovery, op. 13                                                              | Ferguson               | Ernest Lush (piano) | Londres, Maida Vale, 12 janvier 1953                             | 5                | Enregistrement du dernier récital radiodiffusé de Ferrier.                                                             | ,          |
| Red Skies                                                                      | Wordsworth             | Ernest Lush (piano) | Londres, Maida Vale, 12 janvier 1953                             | 5                | Enregistrement du dernier récital radiodiffusé de Ferrier.                                                             | ,          |
| Three Psalms, op. 61                                                           | Rubbra                 | Ernest Lush (piano) | Londres, Maida Vale, 12 janvier 1953                             | 5                | Enregistrement du dernier récital radiodiffusé de Ferrier.                                                             | ,          |